# Lincoln Highway
Lincoln Highway var en landsväg i USA mellan New York och San Francisco och var en av de första transkontinentala vägarna. Vägprojektet initierades 1912 av entreprenören Carl G. Fisher och skapades genom sammanlänkning  av befintliga landsvägar efter sträckan, samt successiva uppgraderingar och uträtningar. 

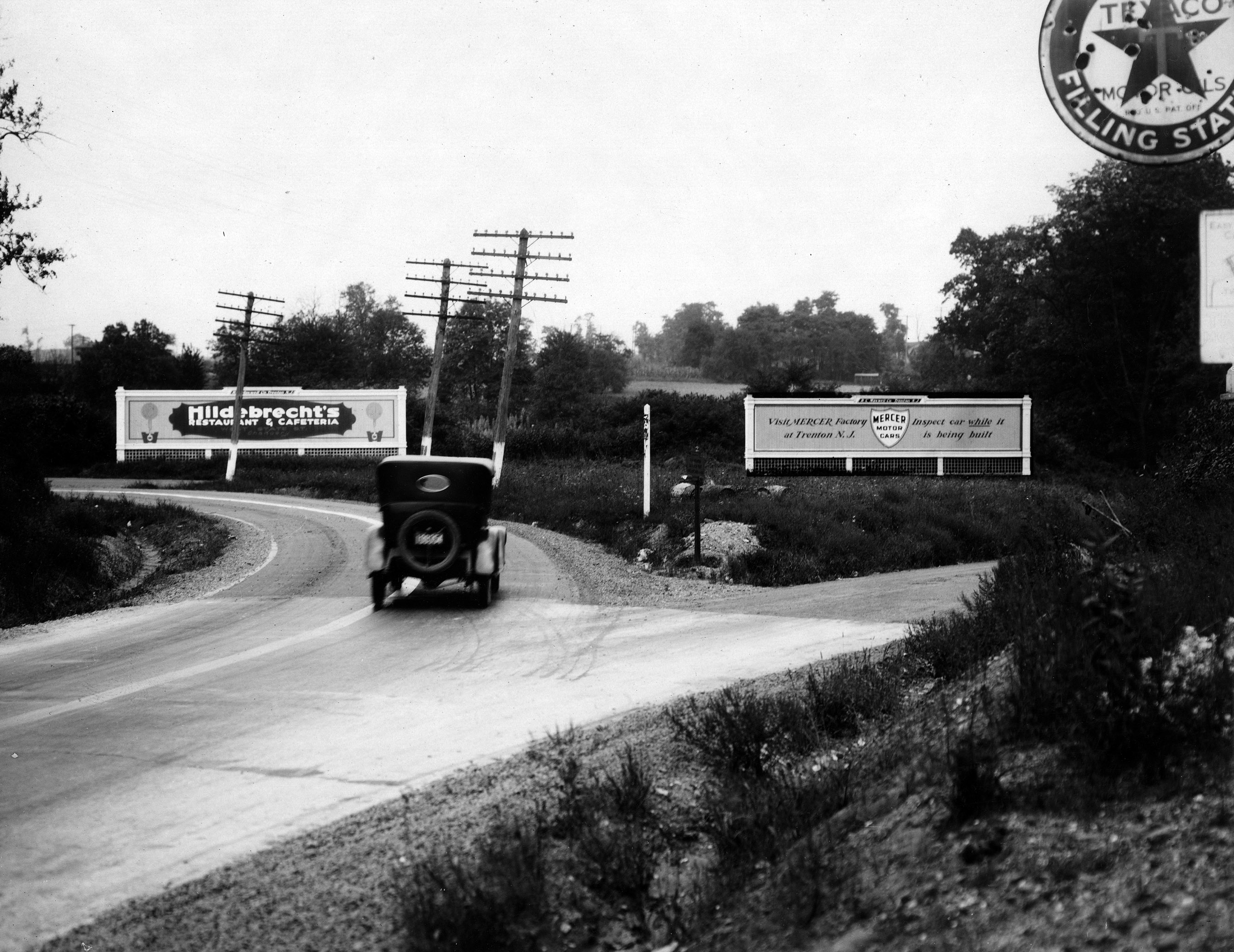
Lincoln Highway, Pennsylvania 1922.

Vägen invigdes formellt 31 oktober 1913 och var då 3 389 miles lång (5 454 km) varav mindre än hälften hade någon form av beläggning. 1924 hade sträckan kortats till 3 142 miles (5 057 km), bland annat genom att en längre omväg genom Colorado ersatts med en mer direkt sträckning genom Nebraska och Wyoming. Ändpunkterna låg vid Lincoln Park i San Francisco och Times Square i New York. Restiden mellan städerna uppskattades till 20-30 dagar med en medelhastighet på 29 kilometer i timmen (18 mph).

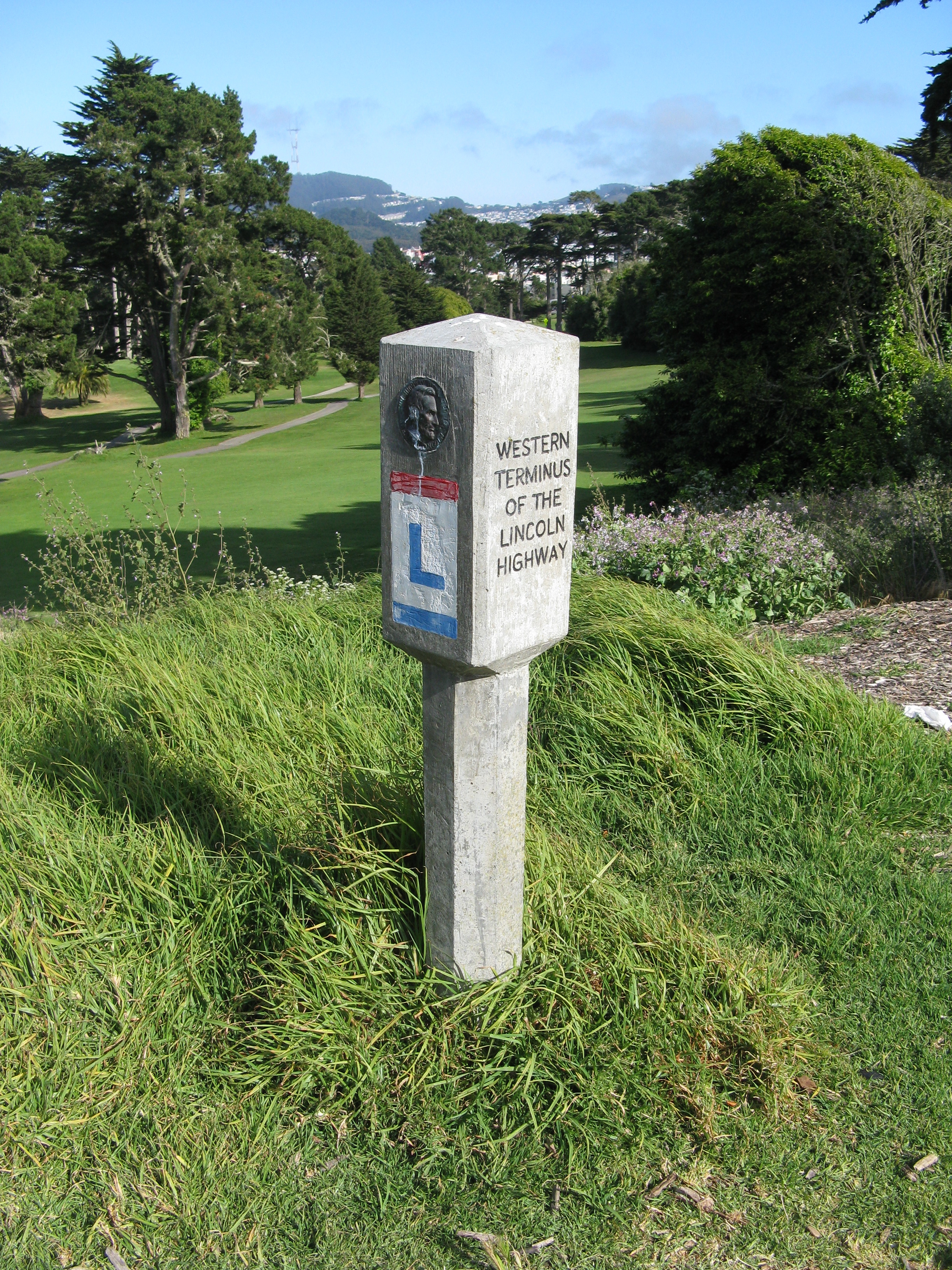
Ändpunkten för Lincoln Highway i San Francisco, kopia 2012.

Från 1926 började vägen omvandlas till numrerade federala landsvägar, och 1930 uppgick vägen helt i det federala nummersystemet. Delar av den historiska sträckningen är fortfarande idag skyltad med det gamla vägnamnet utöver det moderna vägnumret. Stora delar av U.S. Route 30 mellan Philadelphia och västra Wyoming, Interstate 80 i västra USA, U.S. Route 50 i Nevada och Kalifornien, samt den f.d. U.S. Route 40 i Kalifornien ingick tidigare i Lincoln Highway.

## Sträckning

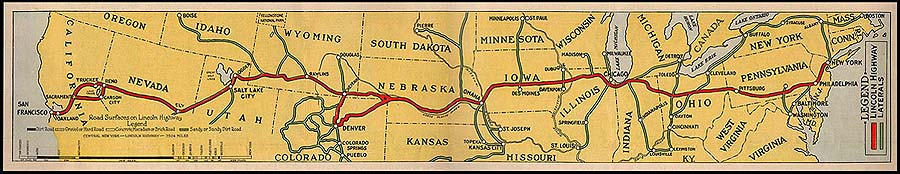
Vägkarta över Lincoln Highways sträckning (1916).

Följande sträckning motsvarar Lincoln Highway som den såg ut under de sista åren 1928–1930 och är den sträckning som även markeras av Google Maps.
- 42nd Street från korsningen med Broadway vid Times Square i New York, sex kvarter västerut till Hudsonfloden.
- Holland Tunnel under Hudsonfloden till Jersey City, New Jersey. (Lincoln Tunnel byggdes först 1937 och var aldrig del av den historiska vägen. Mellan 1913 och 1928 gick vägen med färja till Union City, New Jersey.)
- U.S. Route 1/9 Truck från Jersey City till Newark, New Jersey.
- New Jersey Route 27 från Newark sydväst mot Princeton, New Jersey.
- U.S. Route 206 från Princeton sydväst mot Trenton, New Jersey.
- U.S. Route 1 från Trenton sydväst mot Philadelphia, Pennsylvania.
- U.S. Route 30 från Philadelphia västerut genom Pennsylvania, West Virginia, Ohio och Indiana, fram till Aurora, Illinois. Den historiska sträckningen följer här den gamla vägen genom stadskärnorna istället för de modernare kringfartsleder som senare byggts för Route 30.
- Illinois Route 31 från Aurora till Geneva, Illinois.
- Illinois Route 38 från Geneva västerut till Dixon, Illinois.
- Illinois Route 2 från Dixon västerut till Sterling, Illinois.
- U.S. Route 30 från Sterling västerut genom Illinois, Iowa, Nebraska och Wyoming, till Granger, Wyoming.
- Interstate 80 från Granger genom Wyoming och Utah, till West Wendover, Nevada.
- U.S. Route 93 Alternate och U.S. Route 93 från West Wendover söderut till Ely, Nevada.
- U.S. Route 50 från Ely västerut genom Nevada till väster om Fallon, Nevada.
- Från väster om Fallon till Sacramento, Kalifornien, finns två historiska rutter över Sierra Nevada:
  - Sierra Nevada (norra rutten): U.S. Route 50 Alternate nordväst till Wadsworth, Nevada, Interstate 80 & f.d. U.S. Route 40 västerut över Donnerpasset och Sierra Nevada till Sacramento.
  - Sierra Nevada (södra rutten): U.S. Route 50 västerut från Lake Tahoe över Echo Summit och Sierra Nevada till Sacramento.
- F.d. U.S. Route 40 (med delar av Interstate 80) från Sacramento sydväst över Central Valley till avfart University Avenue i Berkeley, Kalifornien. (Före 1927 gick vägen via Stockton och Altamont Pass men drogs om när Carquinez Bridge uppfördes 1927.)
- University Avenue från Interstate 80 västerut till Berkeley Pier.
- Historiskt gick vägen med färja från Berkley Pier till Hyde Street Pier i San Francisco. Idag har färjerutten ersatts av Interstate 80 och San Francisco-Oakland Bay Bridge, uppförd 1936.
- Från Hyde Street Pier i San Francisco:
  - Hyde Street, söderut 2 kvarter, till
  - North Point Street, västerut 3 kvarter, till
  - Van Ness Avenue, söderut 16 kvarter, till
  - California Street, västerut 54 kvarter, till
  - 32nd Avenue, norrut 2 kvarter, till
  - Camino del Mar, västerut till Lincoln Park.